# Franco Navarro Mandayo
Franco Navarro Mandayo (Santa Fe, Argentina, 24 de octubre de 1990) es un ex futbolista argentino-peruano, MBA en Dirección de Entidades Deportivas por Universidad Europea de Madrid y bachiller de la Universidad de Lima. Navarro Mandayo, está dedicado a la Gestión Deportiva.
Actualmente es el Gerente Deportivo del Club Alianza Lima.

## Carrera Deportiva
Inició su proceso formativo en la Academia Tito Drago. Desde el año 2001 hasta el 2003.
Entre los años 2004 y 2007 estuvo en las divisiones menores del Club Deportivo Universidad San Martín de Porres, mostrando una gran capacidad goleadora. En el año 2007, la Universidad San Martín, al tratarse de una joven promesa lo envió a entrenar cuatro meses al Club Deportivo Guadalajara para que realice un intercambio deportivo. Pese al interés y la grata impresión que tuvo Club Deportivo Guadalajara, Navarro no pudo quedarse en el club debido a que por políticas internas, en dicha institución no participan extranjeros. 
Luego, en el 2008, pasó a Cienciano, equipo con el que debutó en Primera División con apenas 17 años. Anotó dos goles en su primera estancia en el equipo imperial, dejando una buena imagen en la afición cuzqueña.
En el 2009 fichó por Club Sporting Cristal. A los pocos meses fue cedido en calidad de préstamo al club Total Chalaco por un pedido explícito del director técnico de ese entonces, Antonio Alzamendi. En 2010 regresó a Sporting Cristal, más maduro futbolísticamente. Fue considerado en algunos partidos con el primer equipo. Sin lugar a dudas fue en el Torneo de Promoción y Reserva donde demostró su capacidad goleadora, quedando primero en la tabla de goleadores con 12 tantos (en apenas 16 partidos). 
En agosto del mismo año fue cedido a préstamo a Cienciano. En su regreso al Cusco, encontró un equipo que atravesaba una fuerte crisis económica y que se terminaría salvando del descenso en la última fecha. Fue considerado una de las figuras de ese equipo junto al goleador histórico del fútbol peruano, Sergio Ibarra.
En julio de 2011 fue transferido al Club Atlético Independiente, dicha transferencia no dejó dinero a Cienciano ya que el jugador tenía una cláusula de salida en su contrato. En su estadía por  Avellaneda  el delantero adquirió mayor experiencia y roce internacional, eso despertó interés de algunos clubes. Navarro y su entorno decidieron que la mejor opción para el 2012 era volver al Perú y nada menos que a un grande como Club Alianza Lima. 
En 2012 fichó por dos temporadas con el Club Alianza Lima, lamentablemente sufrió una terrible lesión en la rodilla derecha previo al inicio del campeonato, durante el tiempo de rehabilitación Navarro tuvo el apoyo de todos sus compañeros, cuerpo técnico e hinchada. 
Su debut con el cuadro blanquiazul, se hizo esperar hasta el 1 de diciembre de 2012 contra el clásico rival, Universitario de Deportes. En dicho partido jugado en Fort Lauderdale, Navarro que debutaba con la camiseta blanquiazul se hizo presente en el marcador, vía el tiro de penal poniendo el 2-0 definitivo a favor de los victorianos.
El año 2014 llega al Deportivo Municipal, logrando el tan ansiado ascenso a la primera división.
Para 2015, Navarro anuncia oficialmente su retiro del fútbol profesional para dedicarse a la industria corporativa, con foco en gestión de entidades deportivas. 
Navarro es un profesional egresado de la Universidad de Lima.

## Clubes
| Club                  | País      | Año         |
| --------------------- | --------- | ----------- |
| Cienciano             | Perú      | 2008        |
| Club Brujas (Reserva) | Bélgica   | 2008        |
| Sporting Cristal      | Perú      | 2009        |
| Total Chalaco         | Perú      | 2009        |
| Sporting Cristal      | Perú      | 2010        |
| Cienciano             | Perú      | 2010 - 2011 |
| Independiente         | Argentina | 2011        |
| Alianza Lima          | Perú      | 2012 - 2013 |
| Deportivo Municipal   | Perú      | 2014        |

## Palmarés

### Campeonatos nacionales
| Título                    | Club                | País | Año  |
| ------------------------- | ------------------- | ---- | ---- |
| Segunda División del Perú | Deportivo Municipal | Perú | 2014 |